# Садовый (Мордовия)
Садо́вый — посёлок в Теньгушевском районе Республики Мордовия, в 14 километрах от районного центра (село Теньгушево).
Расположен в 14 км от районного центра и 89 км от железнодорожной станции Потьма. Посёлок основан в 1920-е годы выходцами из села Такушево. Название-характеристика. В 1930 г. в посёлке было 37 дворов (209 чел.). В 1931 г. был организован колхоз «Победа» № 3, с 1950 г. — бригада колхоза им. Ворошилова, с 1957 г. — «1-е Мая» (пос. Феклисов), с 1970 г. — «Новый путь», с 1992 г. — отделение СХП «Новый путь» (с. Старая Качеевка), с 2000 г. — К(Ф)Х. Садовый — родина инженера-электромеханика профессора П. Н. Кунинина.
До 27 ноября 2008 года являлся административным центром Садового сельского поселения. В 2008 — 2019 годах — в составе Старокачеевского сельского поселения. После упразднения в 2019 году Старокачеевского поселения посёлок включён в состав Такушевского сельского поселения.

## Население
| 2002 | 2010 |
| ---- | ---- |
| 70   | ↘33  |